# Leichtathletik-Weltmeisterschaften 2007/Teilnehmer (Nauru)
| Goldmedaillen | Silbermedaillen | Bronzemedaillen |
| ------------- | --------------- | --------------- |
| —             | —               | —               |

Zu den elften Leichtathletik-Weltmeisterschaften 2007 im japanischen Osaka entsandte die Republik Nauru eine Athletin und einen Athleten.

## Ergebnisse

### Männer

#### Laufdisziplinen
JJ Capelle belegte am 25. August 2007 im dritten Vorlauf über 100 Meter der Männer in einer Zeit von 11,02 Sekunden den sechsten Platz vor Hin Fong Pao aus Macau. Mit dieser neuen persönlichen Bestleistung erreichte Capelle den 49. Platz unter 66 Teilnehmern.
| Athlet     | Disziplin | Vorlauf | Vorlauf | Viertelfinale      | Viertelfinale      | Halbfinale         | Halbfinale         | Finale             | Finale             |
| Athlet     | Disziplin | Zeit    | Platz   | Zeit               | Platz              | Zeit               | Platz              | Zeit               | Platz              |
| ---------- | --------- | ------- | ------- | ------------------ | ------------------ | ------------------ | ------------------ | ------------------ | ------------------ |
| JJ Capelle | 100 m     | 11,02 s | 49.     | nicht qualifiziert | nicht qualifiziert | nicht qualifiziert | nicht qualifiziert | nicht qualifiziert | nicht qualifiziert |

### Frauen

#### Laufdisziplinen
Rosa Mystique Jones belegte am 26. August 2007 im achten Vorlauf über 100 Meter der Frauen in einer Zeit von 12,69 Sekunden den siebten Platz vor der Palauerin Felicia Saburo und der Mauretanierin Bonko Camara. Damit erreichte Jones unter 69 Teilnehmerinnen den 52. Platz.
| Athletin            | Disziplin | Vorlauf | Vorlauf | Viertelfinale      | Viertelfinale      | Halbfinale         | Halbfinale         | Finale             | Finale             |
| Athletin            | Disziplin | Zeit    | Platz   | Zeit               | Platz              | Zeit               | Platz              | Zeit               | Platz              |
| ------------------- | --------- | ------- | ------- | ------------------ | ------------------ | ------------------ | ------------------ | ------------------ | ------------------ |
| Rosa Mystique Jones | 100 m     | 12,69 s | 52.     | nicht qualifiziert | nicht qualifiziert | nicht qualifiziert | nicht qualifiziert | nicht qualifiziert | nicht qualifiziert |